# イ号一型甲無線誘導弾

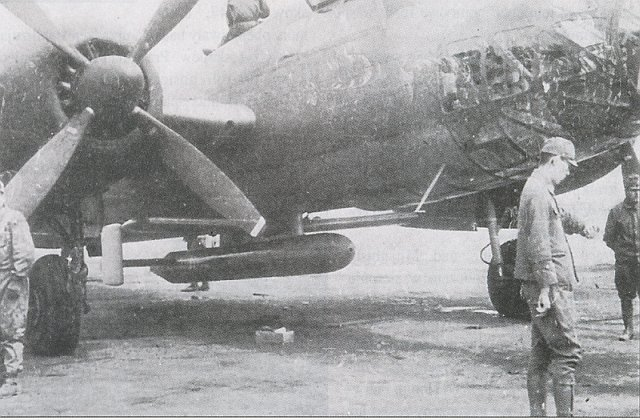
爆撃機の下部に搭載された誘導弾

イ号一型甲無線誘導弾（イごういちがたこう むせんゆうどうだん）は、大日本帝国陸軍が開発、試作した空対地誘導弾である。同時期のドイツでも過酸化水素を推進剤とする誘導弾であるヘンシェル Hs 293が開発されていたが、これは触媒に過マンガン酸カルシウム水溶液を用いたものだった。

## 歴史
誘導弾の研究は1930年代から行われており、日本においても小規模な研究が進められていた。
1944年5月下旬、陸軍飛行第5戦隊長高田勝重少佐らの敵艦船への特攻を受け、第一陸軍航空技術研究所の大森丈夫航技少佐と第二陸軍航空技術研究所の小笠満治少佐は、100％戦死する体当たり攻撃は技術者の怠慢を意味する不名誉なこととして親子飛行機構想を提案、これによりイ号誘導弾の計画が進められた。
この開発計画は陸軍を中心とし、まず800 kg爆弾と300 kg爆弾を搭載するための二種類の誘導弾を実用化することが決定された。この二種類の誘導弾はそれぞれイ号一型甲無線誘導弾、イ号一型乙無線誘導弾と呼称された。開発と試作は甲が三菱、乙が川崎の担当である。本誘導弾にはキ147の試作番号が与えられた。一型甲の開発指示は昭和19年7月に行われ、エンジン、機体ともに三菱が担当した。
1944年9月5日、陸海民の科学技術の一体化を図るため、陸海技術運用委員会が設置され、研究の一つにイ号も含まれていた。
試作一号機は昭和19年10月に完成し、11月には10機が完成した。投下試験が行われたが、ジャイロ安定装置の不調、操作用の無線機器の調整に困難があり、実用に至らなかった。
海軍特務少尉の大田正一は、陸軍がイ号誘導弾の計画を進めていることを知り、イ号一型甲製作担当の三菱名古屋発動機製作所で設計の概要を聞いたが、誘導装置の精度が悪く実用化にはほど遠いと知り、誘導装置を人間におきかえた桜花の計画を推進した。

## 性能

### 構造
使い捨てのために機体構造はかなりの簡易化が図られている。高翼形式に木製の直線翼を備えており、胴体は円形金属製の骨組みにトタン板を張って製造された。胴体の前寄りに主翼を配し、胴体後尾に双尾翼式に垂直尾翼と噴射ノズルを備えるのはイ号一型乙と同様であるが、相違点として主翼の上方に一つの円筒を備えており、主翼にはわずかに上反角がつけられている。誘導方式は手動指令照準線一致誘導方式で動力には特呂一号三型液体ロケットを使用している。このエンジンは燃料に過酸化水素水を使い、触媒として過マンガン酸ソーダ液を用いた。この二種類の薬液を圧搾空気で燃焼室に送り込み、240 kgの推力を75秒間発生させた。
誘導の制御は母機から誘導電波を出してサーボシステムを操作し、また一軸ジャイロを用いた。舵面の操作には圧搾空気を使うが、この圧搾空気は燃焼室への推進剤圧送用と兼用だったために、飛行行程の後半になると舵面が効かなくなる傾向があった。

### 運用
陸軍の構想は無線誘導方式の空対艦ミサイルを企図したものである。イ号一型甲は四式重爆撃機への搭載が予定されていた。母機は目標（主として艦船）から10 kmから11 km離れた地点まで進出し、投下高度700mから1,000 mで本誘導弾を投下する。誘導弾は0.5秒後に安全装置を解除、さらに1.5秒後にエンジンに点火し、ロケット推進によって飛行する。投下時の母機の速度は360 km/h、誘導弾の激突時の最終速度は550 km/hとされた。母機は無線誘導のため目標から4,000 mの距離まで接近した。イ号一型甲は海軍の800 kg爆弾を搭載した。
この投下方式では母機は長時間の誘導と目標への接近を余儀なくされるため艦隊を護衛する戦闘機に狙われる可能性が高くなるが、人間が操縦し無線誘導弾より射程に優れる桜花を搭載した一式陸上攻撃機は重量により回避行動が難しいため、直掩機に守られながらも切り離し前に撃墜されるなどして十分な戦果をあげられなかったことを考え合わせても、十分な制空権を持たない状況で艦艇に接近し続けることは相当な被害率を出すことが予想された。

### 諸元
データは脚注に拠る。
※使用単位についてはWikipedia:ウィキプロジェクト 航空/物理単位を参照
| 全幅       | 3.60m                                          |
| 全長       | 5.77m                                          |
| 全高       | 1.055m                                         |
| 翼面積     | 3.60 m2                                        |
| 翼面荷重   | 388.88 kg/m2                                   |
| 自重       | kg                                             |
| 全備重量   | 1,400kg                                        |
| エンジン   | 特呂一号三型液体ロケット（推力240 kg）75秒燃焼 |
| 誘導方式   | 手動指令照準線一致誘導方式                     |
| 最大速度   | 550 km/h                                       |
| 航続距離   | 不明                                           |
| 武装       | なし                                           |
| 爆装       | 800 kg爆弾 1発                                 |
| 総生産機数 | 約10機                                         |